# 莫爾斯山
莫爾斯山（英語：Mount Morse）是南極洲的山峰，位於奧次地，屬於邱吉爾山脈的一部分，海拔高度超過1,800米，由美國南極名稱諮詢委員命名，現時由南極條約體系管理。